# Takakiopsida
Classe
Ordres de rang inférieur
- Takakiales

Familles de rang inférieur
- Takakiaceae

Genres de rang inférieur
- Takakia

Espèces de rang inférieur
- Takakia ceratophylla ( Mitt. ) Grolle 1963
- Takakia lepidozioides S.Hatt. & Inoué, 1958

Les Takakiopsida sont une classe de mousses. C'est notamment la classe des Takakia.
Cette classe comprend une unique famille, les Takakiaceae.

## Description
Les petites pousses gamétophytes sont reconnaissables à leur couleur vert vif. Leur croissance est acrocarpique.
Les feuilles individuelles sont profondément lobées en 2 à 4 lobes et effilées à chaque sommet. La forme cylindrique des feuilles est due à leur tristratification. Les feuilles sont disposées en raies et inserées transversalement sur la tige.

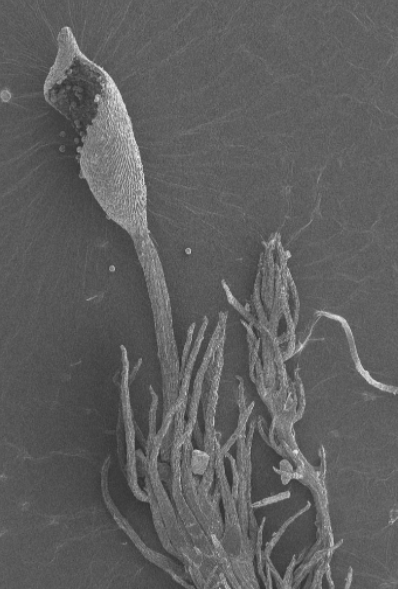
Sporophyte de Takakia ceratophylla

La tige est dressée sur le substrat et n'est généralement pas ramifiée (hors quelques exceptions). Elle est cutinisée mais ne possède pas de rhizoïdes (plutôt un système de rhizomes intercalaires). Le long du système de rhizomes, des amas de cellules mucilages à bec sont présents qui peuvent aider à la rétention d'humidité.
Les archégones sont en forme de flacon avec une tige épaisse et un col. La seule espèce trouvée qui possède des anthéridies est Takakia lepidozioides.
Le sporange se distinguent des autres bryophytes. Une fine calyptre le protège et les stomates ne sont pas présents sur la paroi du sporange. La dispersion des spores est provoquée par les mouvements hygroscopiques de la soie lorsque le sporange atteint sa maturité.
Les spores sont unicellulaires. Les bryologues supposent qu'il n'y a pas de stade protonémal mais le processus de germination reste inconnu. La reproduction asexuée est accomplie par les feuilles cauduques et les apex des pousses.

## Classification
Au microscope, les feuilles contiennent des gouttelettes d'huile, communes aux hépatiques (et non aux mousses). C'est pour cette raison qu'au XIXe siècle, la classe Takakiopsida faisait partie du genre Lepidozia, une hépatique. Les caractéristiques sporophytiques, découvertes uniquement sur Takakia ceratophylla en 1993, ont confirmé la classification de l'espèce comme une mousse.

## Biotope et répartition

### Environnement
Les Takakiopsida se développe particulièrement dans les zones humides et terrestres (rochers, berges, chutes d'eau près du niveau de la mer). Cependant, Takakia lepidozioides, vieux de dizaine de millions d'années, s'est adapté à la haute altitude dans un environnement des plus hostiles : le plateau tibétain. La température peut alors aller jusqu'à −45 °C.

### Répartition géographique
Les deux espèces de Takakia ne cohabitent en effet que sur le plateau tibétain, qui pourrait être son centre de distribution moderne. Les deux espèces que comporte Takakiopsida était majoritairement présentes sur la côte ouest de l'Amérique du Nord, puis le long de la façade maritime japonaise, en Asie du Sud-Est et au Nord de l'Europe. Toutefois, actuellement, leur présence diminue et ces espèce sont de moins en moins recensées.

## Risque d'extinction
Les Takakiopsida sont une classe (comprenant deux espèces) qui est menacé par le réchauffement climatique. Cette modification trop rapide de leur biotope, avec une température moyenne augmentant de 0,43 °C chaque année, va contraindre les Takakia à s'adapter promptement face au risque de disparaître.